# 756 Ліліана
756 Ліліана (756 Lilliana) — астероїд головного поясу, відкритий 26 квітня 1908 року.
Тіссеранів параметр щодо Юпітера — 3,081.